# Sawt el-Ghad
Sawt el-Ghad est une station de radio libanaise diffusant des programmes de divertissement et d'information au Liban, en Syrie, en Jordanie, à Bahreïn et en Australie.
Fondée en 1997, elle étend notamment sa diffusion à la Syrie en 1999, sur internet en 2000, et en Jordanie en 2005.

## Fréquences
- Liban: 96.7 MHz & 97.1 MHz
- Syrie: 99.9 MHz
- Jordanie: 101.5MHz
- Australie: 1620 AM
- Bahrain: 94.8 MHz